# Vinny (álbum)
Vinny é o primeiro álbum da carreira solo de Vinny.
Trata-se de um disco acústico, que foi gravado e lançado em 1995, por um selo independente, e não obteve sucesso.

## Faixas
01.Tanto Faz
02.Eu Sei (Cover Legião Urbana)
03.Sem Dia Para Voltar
04.Pela Janela
05.Quando A Cidade Parar
06.Sair Do Chão
07.Flores No Mar
08.Como Eu Sou
09.Mágica
10.Antes De Te Encontrar